# بيت النهمى (إب)

تعديل مصدري - تعديل

بيت النهمى محلة تابعة لقرية الضبر، التابعة لعزلة الروس بمديرية إب إحدى مديريات محافظة إب في الجمهورية اليمنية.، بلغ تعداد سكانها 87 حسب تعداد اليمن لعام 2004.